# Унтилье, Амплей Ананьевич
Амплей Ананьевич (Афанасьевич) Унтилье (1781—1828) — генерал-майор, начальник артиллерии Отдельного Кавказского корпуса.

## Биография
Из дворян, возможно молдавских шляхтичей. Сын поручика Анания Николаевича Унтилий. Отец служил канцеляристом при штабе Суворова в Астрахани. В 1781 году по собственному прошению он уволился со службы в чине прапорщика, а через 10 лет в 1790 году уже в чине поручика отличился при взятии Измаила. В 1804 году Ананий Николаевич владел наделом земли в Ольвиопольском уезде.
Амплей (Алиглей) получил образование во 2-м кадетском корпусе, из которого выпущен 31 декабря 1800 года подпоручиком в 3-й артиллерийский полк. 25 февраля 1801 года переведён в 1-й артиллерийский батальон, но в том же году отставлен от службы с определением к статским делам.
В 1804 году Унтилье снова был принят на военную службу в понтонный полк с чином штабс-капитана и в следующем году в рядах 7-й артиллерийской бригады принял участие в походе против французов в Австрии. В 1806—1807 годах совершил поход против французов в Восточной Пруссии и был произведён в капитаны. В 1808—1809 годах Унтилье, переведённый в 21-ю артиллерийскую бригаду, сражался в Финляндии против шведов и находился при занятии Аландских островов, в 1809 году произведён в майоры и в 1810 году — в подполковники.
В Отечественную войну 1812 года он состоял в Рижском гарнизоне, отличился при изгнании французов из Фридрихштадта, а в кампании 1813 года в Германии за отличие при осаде Данцига заслужил орден св. Владимира 4-й степени с бантом.
С 1814 года служил в 6-й артиллерийской бригаде, где командовал лёгкой ротой № 3. В 1816 году получил чин полковника, 3 сентября 1819 года переведён на должность командира 17-й артиллерийской бригады (в 1820 году эта бригада была переименована в 5-ю).
Произведённый в 1826 году в генерал-майоры Унтилье был назначен начальником артиллерии Отдельного Кавказского корпуса. Сразу же ему пришлось принять участие в кампании против Персии в Закавказье. 29 октября 1827 года Унтилье был награждён орденом св. Георгия 3-й степени (№ 401 по кавалерским спискам)
За отличную храбрость и распорядительность, оказанные при осаде и взятии крепости Эривани в 1827 году.
За взятие Сардар-Абада 12 февраля 1828 года был удостоен ордена св. Анны 1-й степени.
Скончался Унтилье в 1828 году.
Среди прочих наград Унтилье имел орден св. Георгия 4-й степени, пожалованный ему 26 ноября 1826 года за беспорочную выслугу 25 лет в офицерских чинах (№ 3886 по кавалерскому списку Григоровича — Степанова).